# L'avi de la criatura
L'avi de la criatura (títol original: Pack Up Your Troubles) és una pel·lícula de 1932 de Laurel i Hardy dirigida per George Marshall i Ray McCarey, que porta el nom de la cançó de la Primera Guerra Mundial "Pack Up Your Troubles in Your Old Kit-Bag, and Smile, Smile, Smile". És el segon llargmetratge de l'equip. Està doblada al català.

## Argument
Dos veterans de guerra ajuden a un nen orfe a trobar el seu avi.

## Repartiment
- Stan Laurel com Stan
- Oliver Hardy com Ollie
- Don Dillaway com Eddie Smith
- Jacquie Lyn com fill de l'Eddie
- Mary Carr com anciana amb carta
- James Finlayson com General
- Richard Cramer com oncle Jack
- Tom Kennedy com sergent de reclutament
- Charles Middleton com oficial d'Assistència Social
- Richard Tucker com Mr. Smith Sr
- Muriel Evans com la núvia d'Eddie equivocada
- Grady Sutton com l'Eddie equivocat
- C. Montague Shaw com pare de l'Eddie equivocat
- Billy Gilbert com Mr. Hathaway
- Charley Rogers com Rogers
- George Marshall com Pierre (sense acreditar)